# Головачи (Гродненская область)
Головачи́ (бел. Галавачы, транслит. Halavačy) — деревня в Гродненском районе Гродненской области, входящая в состав Скидельского сельсовета.

## История
В прошлом деревня и поместье в Трокском воеводстве Речи Посполитой. В 1558 году имением владел Ленарт Клочко. В результате разделов перешла в состав Российской империи и вошла в состав Гродненской губернии. В 1921 — 1939 годах деревня и усадьба находились в составе Польской Республики в Белостокском воеводстве Гродненском повете Скидельской гмине.
В результате освободительного похода РККА в Польшу в сентябре 1939 года в составе Советского Союза. 2 ноября была включена в состав Белорусской ССР. 4 декабря 1939 года включена в состав вновь созданной Белостокской области. С июня 1941 года находился под немецкой оккупацией. 22 июля 1941 года был присоединен к Белостокскому округу Третьего рейха. В 1944 возвращена советскими войсками и включена в состав Гродненской области Белорусской ССР.
С 1991 года входит в состав Беларуси.

## Климат
Климат здесь умеренный, с теплым летом и мягкой зимой. Средняя температура января — минус 6,6-5 °C,июля-плюс 17-18, 2 ° C. Зимой преобладают южные ветры, летом-восточные и северо-восточные. Средняя скорость ветра 3 м/сек. Годовое количество осадков 520-640 мм.

## Население
- 1921 год — 318 жителей[6];
- 1999 год — 502 жителя;
- 2010 год — 434 жителя;
- 2019 год — 373 жителя.

## Достопримечательности
- Свято-Крестовоздвиженская церковь (1881 год, кирпичная).